# DZ (artiest)
Sean Harten (geboren in Canada), beter bekend als DZ, is een Canadees dubstepproducent. Hij staat getekend bij het label Badman Digital. Harten heeft samengewerkt met Rusko, Diplo, Herve, Crookers, MRK1, Hank Shocklee en Starkey. Verder heeft hij heeft officiële remixes gemaakt voor de Wu-tang Clan, Major Lazer en Gucci Mane.

## Discografie

### Albums
- DZ's Flophaus
- The Proliferation Sequence • Part One
- The Proliferation Sequence • Part Two